# Myrmarachne topali
Myrmarachne topali är en spindelart som beskrevs av Zabka 1985. Myrmarachne topali ingår i släktet Myrmarachne och familjen hoppspindlar. Inga underarter finns listade i Catalogue of Life.